# Thendara House
Thendara House este un roman științifico-fantastic (de fantezie științifică) din 1983 de Marion Zimmer Bradley și Jacqueline Lichtenberg (ultima nemenționată).
Face parte din Seria Darkover care are loc pe planeta fictivă Darkover din sistemul stelar fictiv al unei gigante roșii denumită Cottman. Planeta este dominată de ghețari care acoperă cea mai mare parte a suprafeței sale. Zona locuibilă se află la doar câteva grade nord de ecuator.

## Vezi și
- 1983 în științifico-fantastic